# 南条三郎
南条 三郎（南條 三郎、なんじょう さぶろう、1906年11月12日 - 1957年5月22日）は、日本の小説家、歴史作家。
岡山市生まれ。本名・安井徳雄。1931年早稲田大学文学部英文科卒業。毎日新聞社「小学生新聞」編集記者、高校教師などの職につく。1939年長編『断雲』で『サンデー毎日』の千葉亀雄賞に当選、サンデー毎日大衆文藝賞に1937年、1938年、1946年の3回当選。戦後は地方新聞に歴史小説を連載した。代表作『小説本阿弥一門』は『東京日日新聞』に1957年から1958年まで連載された。
小説家の南原幹雄は息子である。

## 著書
- 『兵営村の少年』文昭社 1943年
- 『浮世屏風』北辰堂 1954年
- 『人斬り新兵衛』同光社 1955年
- 『本阿弥一門』河出新書 1955年
  - 『小説本阿弥一門 光悦と家康』南原幹雄編 学陽書房 人物文庫 2002年
- 『落城前夜』同光社 1955年
- 『浮世侍』同光社 1956年
- 『美女決闘』河出新書 1956年
- 『海から来た剣士』光風社 1958年

## 注
1. ↑  『日本近代文学大事典』講談社、1984年